# Azotosoom
Een azotosoom (porte-manteauwoord van "azote", Frans voor stikstof, en "liposoom") is een membraan dat mogelijk zou kunnen dienen als basis voor een celmembraan van een hypothetische, op methaan-ethaan-gebaseerde levende cel, net zoals liposomen, bestaande uit fosfolipidedubbellagen, gevonden worden in alle op water gebaseerd leven op Aarde. 
Anders dan een celmembraan gebouwd uit fosfolipiden, bestaat een azotosoom uit chemicaliën die te vinden zijn in de methaan-ethaanzeeën en atmosfeer van de Saturnusmaan Titan, en is het ook in staat om in zulke condities te functioneren als membraan.

## Concept
Het azotosoom werd voor het eerst computergemodelleerd in februari 2015 en gerapporteerd in een publicatie van wetenschappers van het Cornell's Center for Radiophysics and Space Research.  Het artikel was de uitwerking van een idee van science-fictionauteur Isaac Asimov, die schreef over het concept van leven dat niet op water gebaseerd is in een essay uit 1962: "Not as we know it". Volgens de wetenschappers is hun azotosoom de eerste concrete blauwdruk voor leven dat zou kunnen voorkomen in een omgeving zonder water. In principe duidt de term azotosoom elk membraan aan dat samengesteld is uit stikstof, koolstof en waterstof.  Het meest belovende azotosoom (in silico, nog steeds)), zou gebaseerd zijn op acrylonitril, dat stabiel is en een flexibiliteit heeft vergelijkbaar met die van fosfolipide-membranen op aarde.

## Samenstelling

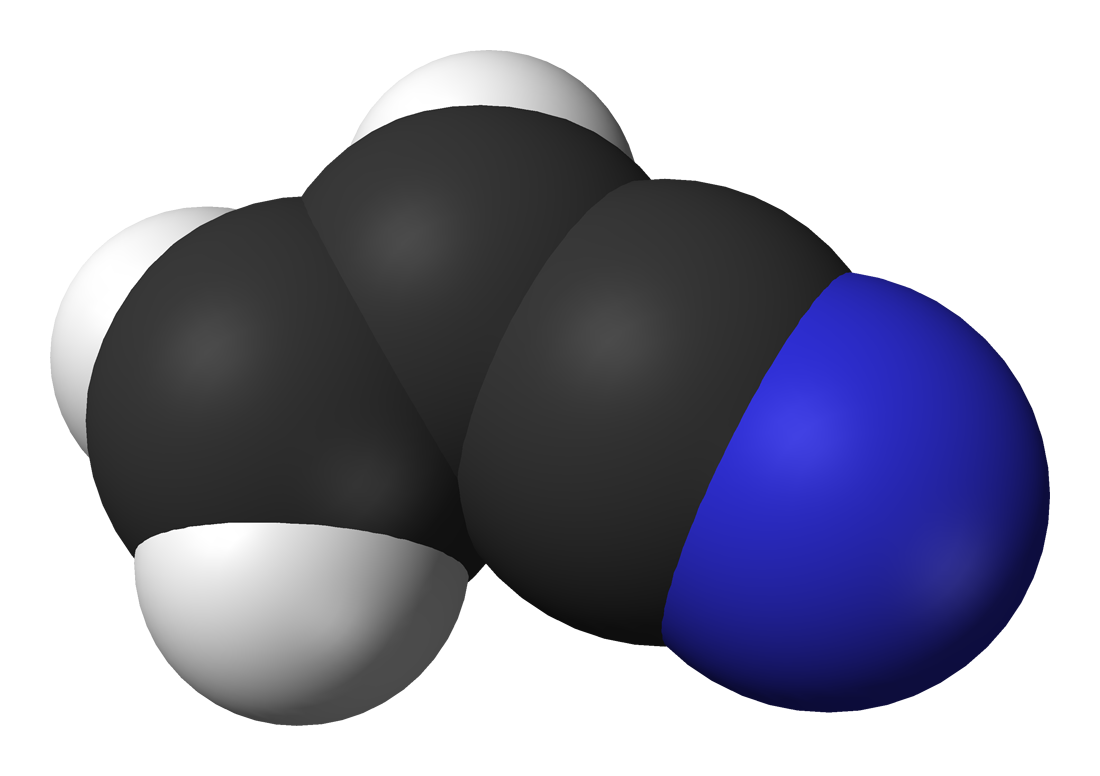
Acrylonitril, de primaire (en enige) component van één theoretisch azotosoom.

Het tot nu toe gevonden (jan. 2017) meest stabiele azotosoom bestaat volledig uit acrylonitril, een kleine molecule bestaande uit drie koolstof-, drie waterstof- en één stikstofatoom: C3H3N. In vergelijking met fosfolipiden die celmembranen vormen in het leven op Aarde, zijn deze molecules zeer klein en simpel, en ze vormen geen twee lagen veroorzaakt door een hydrofobisch en hydrofiel gebied, maar sommige acrylmoleculen wijzen met hun stikstofzijde naar binnen, en sommigen naar buiten.
De stof acrylonitril komt van nature voor in Titans atmosfeer, dus is het rechtstreeks voor handen voor potentieel leven op Titan.